# 테밍크날여우박쥐
테밍크날여우박쥐(Pteropus temminckii)는 큰박쥐과에 속하는 박쥐의 일종이다. 인도네시아에서 발견된다. 서식지 파괴와 사냥때문에 2008년 국제 자연 보전 연맹(IUCN)이 멸종취약종(VU, Vulnerable species)으로 분류했다.